# Alexandre Severo
Marco Aurélio Severo Alexandre (em latim: Marcus Aurelius Severus Alexander), comumente designado por Alexandre Severo (Arca Cesareia, 1 de outubro de 208 — 19 de março de 235) foi imperador romano de 222 até 235. Último imperador da dinastia dos Severos, ele sucedeu seu primo assassinado, Heliogábalo, em 222, com apenas treze anos de idade. Alexandre também acabou sendo assassinado e sua morte marcou o início da Crise do Terceiro Século, um período de quase cinquenta anos de guerras civis, invasões estrangeiras e colapso da economia monetária.
Alexandre era o herdeiro de seu primo, o jovem imperador Heliogábalo, de 18 anos. Este havia sido morto junto com sua mãe, Júlia Soémia, por seus próprios guardas, que, como sinal de desprezo, lançaram os corpos no rio Tibre. Alexandre e seu primo eram netos de Júlia Mesa, irmã da imperatriz Júlia Domna, que havia articulado a aclamação de Heliogábalo como imperador pela Terceira Legião Gálica.
O reinado de treze anos de Alexandre foi o mais longo de um imperador único desde Antonino Pio. Ele também foi o segundo imperador mais jovem a governar um império romano unificado, após Gordiano III. Seu governo em tempos de paz foi próspero, mas Roma enfrentou desafios militares significativos, como a ascensão do Império Sassânida e incursões crescentes das tribos germânicas. Embora Alexandre tenha conseguido conter os sassânidas, suas tentativas de usar diplomacia e subornos para pacificar os germânicos alienaram muitos soldados romanos, resultando em uma conspiração que levou ao assassinato de Alexandre, sua mãe Júlia Ávita Mameia e seus conselheiros. Após suas mortes, Maximino Trácio assumiu o trono. A morte de Alexandre marcou o início formal da Crise do Terceiro Século.